# Prečnouste
Prečnouste (lat. Elasmobranchii odnosno Euselachii) su hrskavičnjače u koje se ubrajaju još samo suvremeni morski psi i ražovke s više od 930 recentnih vrsta. Pored njih, postoji još i čitav nih izumrlih taksa, od kojih je jedna (Xenacanthiformes) bila slatkovodna.
Mnoge od danas živućih vrsta vode porijeklo još od razdoblja krede ili ranije
Od sestrinskog taksona himera razlikuju se sa svojih 5 – 7 škržnih otvora bez krutog škržnog poklopca (otvori se mekim, kožnim poklopcima otvaraju prema van nezavisno jedan od drugog) i čeljusti u kojima se zubi neprekidno obnavljaju.
Vrste u ovom podrazredu nemaju riblji mjehur, a leđna "peraja" im je kruta. Njihove leđne peraje kao i kod kitova nisu jednake građe kao peraje drugih riba. To su nakupine masnog tkiva, a oblikom se značajno razlikuju od vrste do vrste, tako da se često neku vrstu može raspoznati po njenom obliku. Sličnost građe ovog dijela tijela kod kitova koji su sisavci i ove skupine riba pripisuje se paralelnom razvoju u istim uvjetima.
Unutrašnji rubovi trbušnih peraja mužjaka građeni su tako da oblikuju žljeb za provođenje sperme. Većinom kote žive mladunce (ovoviviparnost), no ne pokazuju skrb za podmladak, osim što neke vrste radi koćenja dolaze na područja (u kojima inače ne obitavaju) gdje će okoliš pružiti određenu sigurnost mladima.
Nastanjuju sva mora na Zemlji, no puno su češći u toplim i tropskim morima.
U Aziji se peraje morskih pasa smatra poslasticom. Izlovljenim živim ribama režu se »peraje«, da bi ih se ponovo, ovako teško osakaćene no još uvijek žive, vratilo natrag u more. Pored toga što je ova praksa iznimno surova, velik broj vrsta doveden je zbog ovog izlova u stanje ozbiljne ugroženosti.

## Vanjske poveznice
|  | Zajednički poslužitelj ima još gradiva o temi Elasmobranchii |
|  | Wikivrste imaju podatke o taksonu Elasmobranchii             |